# Kwun Yamschrijn

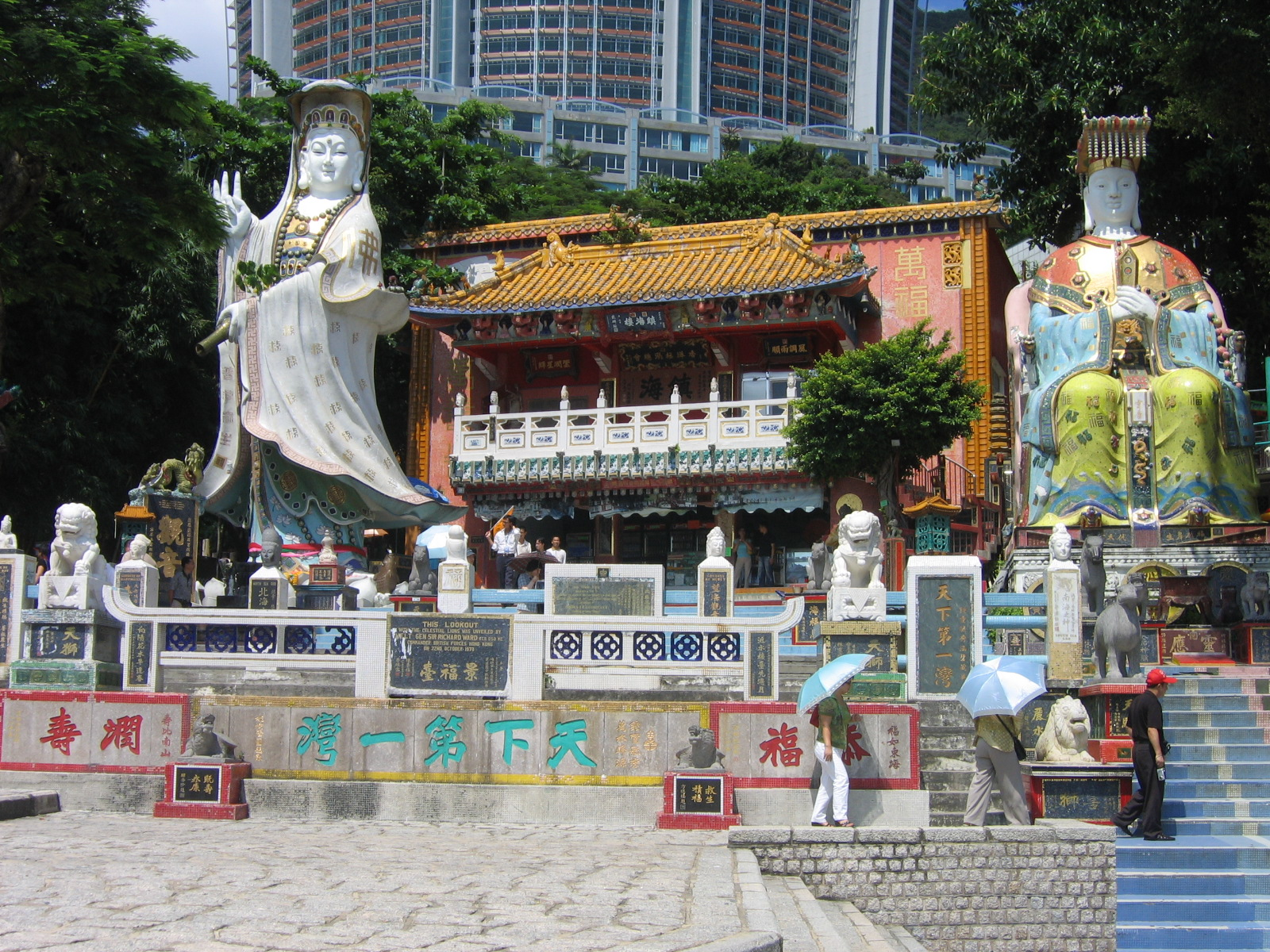
Kwun Yam Shrine met links het witte beeld van Kwun Yam en rechts het beeld van Tin Hau

De Kwun Yamschrijn is een boeddhistische schrijn in het zuidwesten van Repulse Bay, in Zuid-Hongkong-eiland. Deze plek staat vol met met mozaïek beplakte beelden van goudvissen, rammen, bodhisattva's, boeddha's, goden, caishens (财神), Zuid-Chinese iconen en sculpturen van Tin Hau en Guan Yin/Kwun Yam. Het merendeel van de beelden is gefinancierd door rijke zakenlieden in de jaren zeventig van de vorige eeuw.
Volgens sommige bezoekers brengen de beelden geluk als je ze aanraakt. Aan de voorkant van de oostelijke kant van het schrijn staat de "Lang levenbrug". Het betreden van de brug voegt volgens het volksgeloof drie jaar aan je leven toe.